# Vezin-le-Coquet
Vezin-le-Coquet é uma comuna francesa na região administrativa da Bretanha, no departamento Ille-et-Vilaine. Estende-se por uma área de 7,86 km². Em 2010 a comuna tinha 6 096 habitantes (densidade: 775,6 hab./km²).